# Кантівка
Ка́нтівка —  село в Україні, у Миролюбненській сільській громаді Хмельницького району Хмельницької області. Населення становить 26 осіб. До 2020 орган місцевого самоврядування — Немиринецька сільська рада.